# Hilary Kielek
Hilary Kielek (ur. 14 stycznia 1901 w Łodzi, zm. 9 listopada 1970 w Londynie) – chorąży pilot Wojska Polskiego.

## Życiorys

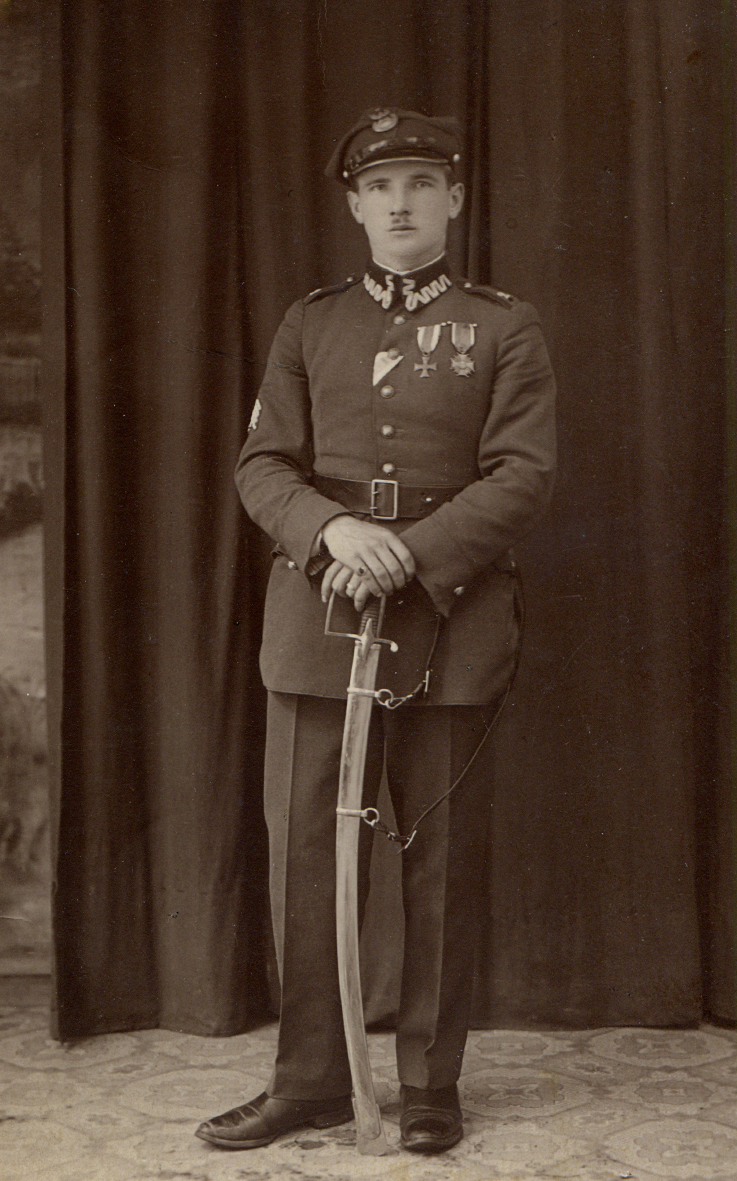
Hilary Kielek

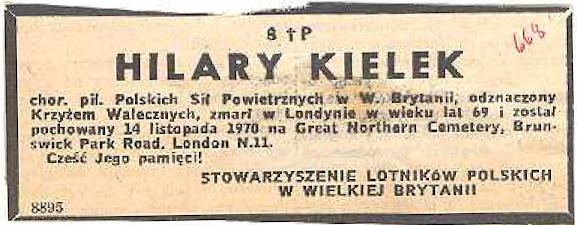
Nekrolog Hilarego Kielka

Syn Seweryna i Konstancji z domu Jakubiak, miał czworo rodzeństwa. Ukończył szkołę powszechną i trzyletnie gimnazjum.
W 1919 r. wstąpił do odrodzonego Wojska Polskiego, otrzymał przydział do 3 kompanii saperów 1 Pułku Piechoty Legionów i wziął udział w wojnie polsko-bolszewickiej. Walczył pod Nową Wilejką, Szumskiem, Nowoświęcinami, Firlejem oraz Arsenowiczami. Następnie został skierowany na Górny Śląsk, w celu wsparcia III powstania śląskiego.
W 1925 r. ukończył Kurs Szkoły Piechoty dla Podoficerów Zawodowych w Komorowie i 14 października 1925 r., na własną prośbę, został skierowany do Bydgoskiej Szkoły Pilotów, którą ukończył w 1926 r. i pozostał w niej jako instruktor. 17 lipca 1931 r. otrzymał przydział do 55 eskadry liniowej 5 pułku lotniczego w Lidzie. W 1936 r. otrzymał przydział do eskadry ćwiczebnej pilotażu i został wybrany szefem korpusu podoficerskiego 5 pl. 4 listopada 1936 r. zawarł związek małżeński w Aleksandrowie Kujawskim z Jadwigą z domu Zielińską. W kwietniu 1939 r. został oficerem technicznym Eskadry Treningowej, przemianowanej następnie na Ośrodek Szkolenia Pilotażu nr 1.
W kampanii wrześniowej nie brał udziału w walkach. Po ataku ZSRS na Polskę ewakuował się 18 września samolotem PWS-26 na teren Łotwy, gdzie został internowany. Przebywał w obozach w  Dźwińsku, Litene, Lilaste. Po zajęciu państw bałtyckich przez ZSRS został wywieziony do obozu koło Murmańska, gdzie brał udział w budowie linii kolejowej.
Po podpisaniu porozumienia Sikorski-Majski został objęty amnestią i zgłosił się do tworzonych oddziałów Wojska Polskiego. Otrzymał przydział do kompanii lotniczej 6 Lwowskiej Dywizji Piechoty w Tockoje, a następnie został ewakuowany na teren Wielkiej Brytanii.
Tu otrzymał numer służbowy 794924 RAF i został skierowany na szkolenie do 25. (Polskiej) Szkoły Pilotażu Początkowego w Hucknall. Następnie został skierowany do 16. Szkoły Pilotażu Podstawowego w Newton na kurs zaawansowanego pilotażu. W marcu 1944 r. odbył szkolenie w bazie RAF Sutton Bridge. Po jego ukończeniu otrzymał 18 kwietnia 1944 r. przydział do 229 Grupy Transportowej. Przez Kair dotarł na lotnisko Mauripur koło Karaczi, gdzie służył jako pilot rozprowadzający. We wrześniu 1944 r. został przydzielony do jednostki 23 Ferry Control w bazie Nagpur. 1 września 1945 r. odbył ostatni lot w tej jednostce i został przydzielony do polskiego oficera łącznikowego przy Transport Command. 15 września wrócił do Wielkiej Brytanii, 5 czerwca 1947 r. wstąpił do Polskiego Korpusu Przysposobienia i Rozmieszczenia.
Po demobilizacji w 1949 r. pozostał w Wielkiej Brytanii, do której sprowadził z kraju żonę Jadwigę oraz córkę Krystynę. Zmarł 9 listopada 1970 r. w Londynie, 14 listopada został pochowany na Great Northarn Cemetery w Londynie.

## Odznaczenia
- Odznaka Pilota
- Krzyż Walecznych
- Brązowy Krzyż Zasługi
- Krzyż na Śląskiej Wstędze Waleczności i Zasługi I klasy
- Medal Pamiątkowy za Wojnę 1918–1921
- Medal Dziesięciolecia Odzyskanej Niepodległości
- Medal Lotniczy - trzykrotnie[6]